# Francisco Torrescassana

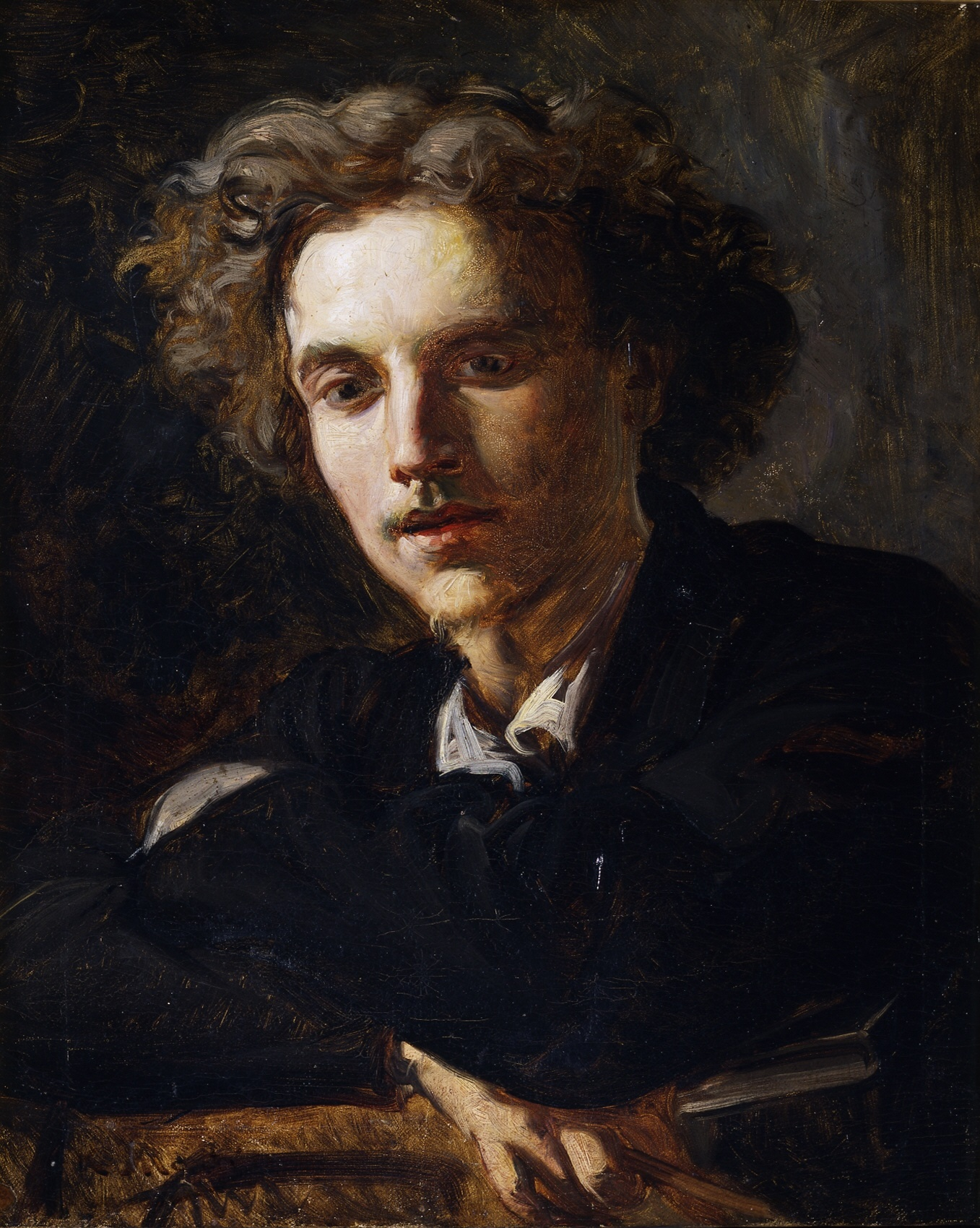
Ramón Martí Alsina, Retrato del pintor Francisco Torrescassana, óleo sobre lienzo, 56,5 x 47 cm, Madrid, Real Academia de Bellas Artes de San Fernando.

Francisco Torrescassana o Francesc Torrescassana i Sallarés (Barcelona, 1845-ibídem, 1918) fue un pintor español, discípulo de Ramón Martí Alsina.

## Biografía

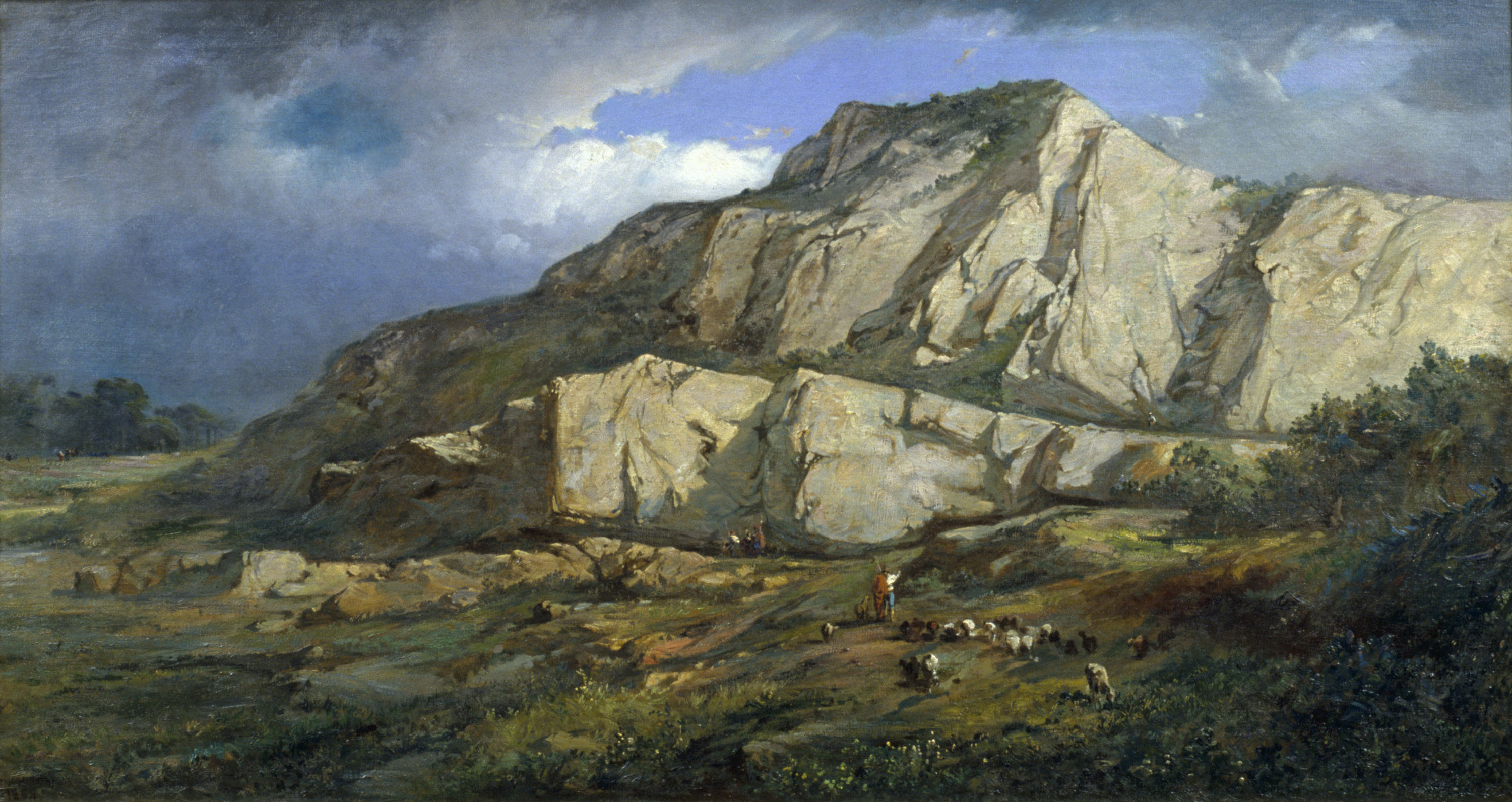
Paisaje, óleo sobre lienzo, 62 x 112,5 cm, Barcelona, Museu Nacional d'Art de Catalunya.

Formado en la Escuela de la Lonja de Barcelona de 1859 a 1865, completando en ella los estudios superiores de pintura, escultura y grabado, no hay certeza de que recibiese una pensión para continuar sus estudios en Roma aunque sí es probable que viajase a París, donde presentó dos obras a la Exposición Universal de 1867, y en 1869 viajó a Egipto para asistir a la inauguración del canal de Suez y retratar el paso por él del primer barco español que lo cruzaba. En 1864 presentó en Madrid a la exposición nacional dos marinas y una Vista de Gelida, por las que recibió mención honorífica y, escribiendo en 1869, Manuel Ossorio y Bernard se hacía eco de los comentarios elogiosos que pocos meses atrás habían dirigido los periódicos de Barcelona a cuatro de sus bocetos, «representando diferentes escenas del embarco de los voluntarios catalanes destinados a Cuba».
En La Ilustración Española y Americana, en diciembre de 1877, Güell i Mercader escribió de él que era artista muy estudioso y trabajador, y añadía que en su estudio «admirable por más de un concepto, tiene siempre comenzados tres o cuatro cuadros, de género distinto, en los cuales trabaja a la vez». No dejó de estar presente en las exposiciones de la Sala Parés y en la exposiciones generales de Bellas Artes organizadas en Barcelona a partir de 1891. En la de ese año presentó un paisaje con el título Natura del que el crítico de La Iberia decía que era «hermoso de conjunto, bien dibujadas las cabras del primer término, pero agrio en los verdes y descuidado en las montañas del fondo». Más negativa fue la crítica al cuadro presentado en la segunda exposición general, en 1894, a la que concurrió con un cuadro de historia de grandes dimensiones, Sor Sauxa y sus compañeras de caridad. Su tétrico asunto —la recogida de los cadáveres de los ajusticiados en la horca en las proximidades de Barcelona— pareció al mismo crítico que no era capaz de conmover, al haber sido tratado con falta de «naturalidad en la composición del conjunto, que resulta rebuscada», achacándole un exceso de estudio, por lo que merecía el elogio, pero poca alma.
El 20 de enero de 1910 entró a formar parte como vicepresidente de la junta directiva del Cercle Artístic de Barcelona encargado de organizar la participación catalana en la Exposición Internacional de Arte del centenario de Buenos Aires. Ese mismo año presentó en la antológica Exposición de retratos y dibujos antiguos y modernos celebrada en el Palau de Belles Arts de Barcelona su Autorretrato, en el que se mostraba con la mirada dirigida al espectador, ante el caballete y con un pincel en la mano.
Paisajes de Torrescassana se conservan, entre otros, en el Museu Nacional d'Art de Catalunya, la Biblioteca Museo Víctor Balaguer, o el Museu d'Art de Gerona, y la colección del Banco Sabadell, con un cuadro dedicado a la vendimia en el que el tradicional realismo que caracterizó a buena parte de su pintura, estrechamente vinculado a las enseñanzas recibidas de Martí Alsinaa, se abre a nuevos estudios de la luz. En cuanto a los retratos, también abundantes en su producción artística, la Universidad de Barcelona guarda en la galería rectoral el retrato de Pablo González Huebra, nombrado rector en 1886, pero es probablemente en el comedor de la Casa Vicens de Antoni Gaudí donde se conserva el más nutrido conjunto de obras de Torrescassana, formado por las treinta y cuatro pinturas sobre lienzo o tabla, tanto paisajes como retratos y escenas costumbristas, que formaban la colección de Manel Vicens, integradas en el mobiliario de la sala.